# Bertram Albert Patenaude
Bertrand Albert Patenaude, conegut com a Bert Patenaude, (4 de novembre 1909, Fall River, Massachusetts – 4 de novembre 1974, Fall River, Massachusetts) fou un futbolista estatunidenc.
És reconegut per la FIFA com l'autor del primer hat-trick d'una Copa del Món de Futbol, a Uruguai 1930. És membre del United States Soccer Hall of Fame.